# Julia Madrigal
Julia Madrigal Bermúdez est une dessinatrice espagnole. 
En 2018, elle remplace Max Sarin pour deux numéros du comic book Giant Days, travail qui lui vaut, comme aux autres auteurs de la série, deux prix Eisner en juillet 2019.

## Récompenses
- 2019 : prix Eisner (avec John Allison et Max Sarin) de la meilleure série ; de la meilleure publication humoristique